# Пулах им Изартал
Пулах им Изартал (њем. Pullach im Isartal) општина је у њемачкој савезној држави Баварска. Једно је од 29 општинских средишта округа Минхен. Према процјени из 2010. у општини је живјело 8.766 становника. Посједује регионалну шифру (AGS) 9184139.

## Географски и демографски подаци
Пулах им Изартал се налази у савезној држави Баварска у округу Минхен. Општина се налази на надморској висини од 560–596 метара. Површина општине износи 7,4 km². У самом мјесту је, према процјени из 2010. године, живјело 8.766 становника. Просјечна густина становништва износи 1.183 становника/km².

## Међународна сарадња
| Мјесто    | Држава    | Врста сарадње | Од    |
| --------- | --------- | ------------- | ----- |
| Баришивка | Украјина  | партнерство   | 2000. |
|           | Француска | партнерство   | 1964. |
| Извор     |           |               |       |